# Violenstraße 13
Die ehemalige Freischule Violenstraße 13 in Bremen-Mitte ist ein Wohnhaus und Geschäftshaus in der Violenstraße.
Das Gebäude wurde 1978 als Bremer Kulturdenkmal unter Denkmalschutz gestellt.

## Geschichte
1823 wurde eine staatliche Freischule für Jungen und Mädchen in der Buchtstraße 20 gegründet.
1836 entstand dafür das klassizistische, zweigeschossige, verputzte und heute traufenständige Schulhaus mit einem Klassenzimmer und der Lehrerwohnung nach Plänen des bremischen Baudirektors Friedrich Moritz Stamm. Hier war zunächst die nach dem Schulleiter so genannte Schmalhausensche Schule untergebracht. 1848 hatte sie 85 Schüler und die Zahl stieg, so dass Räume in der Nachbarschaft hinzu gemietet wurden. Ein Umbau mit einer Erweiterung für nun drei Klassen erfolgte deshalb 1853 nach Plänen von Alexander Schröder. Das einfach gestaltet Schulhaus fällt durch die harmonischen Proportionen auf. Die Fassade wurde durch ein Kämpfer- und ein Sohlbankgesims in drei Teile gegliedert.
1877 wurde diese Freischule geschlossen. Das Haus war nun Ausweichquartier anderer Schulen. Von 1889 bis 1900 wurde das Haus als Hilfsschule genutzt und von 1901 bis 1918 für die Landwirtschaftliche Winterschule. Seit 1918/19 erfolgte eine Umnutzung zum Wohnhaus. 1983/84 ist das Haus nach Plänen von Peter Schnorrenberger saniert und innen umgebaut worden.
Das Gebäude stand ursprünglich einseitig frei. Es wurde durch den 1978 errichteten Neubau Violenstraße Nr. 15–17 in seiner Gesamtwirkung beeinträchtigt. Im Jahr 2014 befand sich in dem Haus das Bremer Wirtschaftskontor sowie Rechtsanwaltspraxen und Dienstleister.
Die Violenstraße wurde nach der Pflanzengattung Veilchen (Viola) benannt.